# Вакаса (Тотторі)

35°20′24″ пн. ш. 134°24′3″ сх. д. / 35.34000° пн. ш. 134.40083° сх. д.
Вакаса (яп. 若桜町) — містечко в Японії, в повіті Ядзу префектури Тотторі.